# Phare de Trilco
Le phare de Trilco (en espagnol : Faro Trilco) est un phare actif situé sur Punta Cardonal (sv), à 25 km au nord-ouest de Vichuquén (Province de Curicó), dans la Région du Maule au Chili.

## Histoire
Ce phare récent a été inauguré le 17 novembre 2006 .
Il a la particularité d'être le premier phare privé du Chili. La construction a été réalisée par l'entrepreneur Sydney Ojeda de Curicó. Il sert à la navigation du secteur côtier de Trilco et aux bateaux de pêche locale.

## Description
Le phare est une tour hexagonale et une lanterne hexagonale de 7 m de haut. La tour est peinte en bandes rouges et blanches  et la lanterne est rouge. Il émet, à une hauteur focale de 45 m, un éclat blanc par période de 5 secondes. Sa portée est de 9 milles nautiques (environ 17 km).
Identifiant : ARLHS : CHI-... - Amirauté : G1848 - NGA : 111-1334 .

### Lien connexe
- Liste des phares du Chili